# Akcijska igra
Akcijska igra je žanr videoigara koji naglašava fizičke izazove, uključujući koordinaciju oko-ruka i vrijeme reakcije. Postoji više podžanrova akcijskih igara, poput borbenih, platformskih i pucačina.

## Podžanrovi
Poznatiji podžanrovi akcijskih igara su:
Akcijsko-avanturističke igre
- Igre uloga (role-playing game, RPG)
- Stealth igra
- Survival horror
- Borbena igra
- Platformska igra

Shooter igre
- First-person shooter (FPS)
- Light gun shooter (LGS)
- Tactical shooter (TSS)
- Third-person shooter (TPS)

## Vanjske poveznice
- Akcija Avantura Igre  Arhivirana inačica izvorne stranice od 1. veljače 2014. (Wayback Machine)